# Cantonul Hénin-Beaumont
Cantonul Hénin-Beaumont este un canton din arondismentul Lens, departamentul Pas-de-Calais, regiunea Nord-Pas-de-Calais, Franța.

## Comune
| Comune           | Populație (1999) | Cod poștal | Cod INSEE |
| ---------------- | ---------------- | ---------- | --------- |
| Hénin-Beaumont   | 25 178 (1)       | 62110      | 62427     |
| Noyelles-Godault | 5 539            | 62950      | 62624     |